# Баран-ди-Антонина
Баран-ди-Антонина (порт. Barão de Antonina)  —  муниципалитет в Бразилии, входит в штат Сан-Паулу. Составная часть мезорегиона Итапетининга. Входит в экономико-статистический  микрорегион Итапева. Население составляет 2621 человек на 2006 год. Занимает площадь 154,922 км². Плотность населения — 16,9 чел./км².

## История
Город основан 21 марта 1965 года.

## Статистика
- Валовой внутренний продукт на 2003 составляет 20.062.308,00 реалов (данные: Бразильский институт географии и статистики).
- Валовой внутренний продукт на душу населения на 2003 составляет 7.430,48 реалов (данные: Бразильский институт географии и статистики).
- Индекс развития человеческого потенциала на 2000 составляет 0,706 (данные: Программа развития ООН).

## География
Климат местности: субтропический. В соответствии с классификацией Кёппена, климат относится к категории Cfb.